# Galhan (Gard)
Galhan (en francès Gailhan) és un municipi francès situat al departament del Gard i a la regió d'Occitània.